# Centro Médico da Universidade de Columbia
O Centro Médico da Universidade de Columbia (em inglês, Columbia University Medical Center - CUMC) é um centro médico acadêmico que inclui a Faculdade de Médicos e Cirurgiões, Faculdade de Medicina Dental, Escola de Enfermagem e Escola de Saúde Pública da Universidade Columbia. O campus abrange vários blocos (principalmente entre as ruas 165th e 169th da Henry Hudson Parkway à Audubon Avenue) na região de Washington Heights, cidade de Nova Iorque. As instalações são compatilhadas com o New York-Presbyterian Hospital, que antigamente era o hospital presbiteriano independente. O New York State Psychiatric Institute também está localizado no CUMC, assim como o Morgan Stanley Children's Hospital e o Audubon Biomedical Research Park.
O CUMC foi construído na década de 1920, no antigo local do Hilltop Park, o estádio do New York Yankees. O terreno foi doado por Edward Harkness, que também doou grande parte do custo dos edifícios originais. Construído especificamente para abrigar uma faculdade de medicina e um hospital, foi o primeiro centro de medicina acadêmico do mundo.
Originalmente conhecido como Columbia-Presbyterian Medical Center (CPMC), o nome foi alterado seguido pela formação em 1997 do NewYork-Presbyterian Hospital, resultado de uma fusão de dois centros médicos afiliados à universidades da Ivy League: CPMC e o New York Hospital-Cornell Medical Center, pertencente à Faculdade de Medicina da Universidade Cornell.